# Coltishall
Coltishall – wieś w Anglii, w hrabstwie Norfolk, w dystrykcie Broadland. Leży 12 km na północ od Norwich i 170 km na północny wschód od Londynu.
Miejscowość liczy 1405 mieszkańców.
Położona jest na skraju obszaru chronionej przyrody The Broads.